# Sérgio Torres
Sérgio Torres, właśc. Sérgio Moacir Torres Nunes (ur. 14 czerwca 1926 w Porto Alegre, zm. 23 czerwca 2007) – piłkarz brazylijski, występujący na pozycji bramkarza.

## Kariera klubowa
Karierę piłkarską Sérgio Torres rozpoczął w klubie Floriano Novo Hamburgo w 1946 roku. W latach 1947–1956 występował w Grêmio Porto Alegre. Z Grêmio zdobył mistrzostwo stanu Rio Grande do Sul – Campeonato Gaúcho w 1949 roku. Karierę zakończył w lokalnym rywalu - Internacionalu w 1956 roku. Na zakończenie kariery zdobył z Internacionalem kolejno mistrzostwo Rio Grande do Sul.

## Kariera reprezentacyjna
W reprezentacji Brazylii Sérgio Torres zadebiutował 1 marca 1956 w wygranym 2-1 meczu z reprezentacją Chile podczas Mistrzostw Panamerykańskich, które Brazylia wygrała. Na turnieju w Meksyku wystąpił w trzech meczach z Chile, Peru i Meksykiem.